# Emoticon (roman)
Emoticon is een roman van de Nederlandse schrijfster Jessica Durlacher uit 2004. Het boek beschrijft de parallelle leefwerelden in het jaar 2001 van de Israëliërs en de Palestijnen ten tijde van de Tweede Intifada. In tijden van wegversperringen en controleposten wordt via het internet een dodelijke koppeling tot stand gebracht. Het boek begint met drie pagina's uitleg over de gangbaarste emoticons.

## Verhaal
De vier hoofdpersonen zijn:
- Lola, blond en 1,84 meter. Ze heeft een joods-Amerikaanse moeder. Vertrok op 20-jarige leeftijd naar Israël om in een kibboets te werken. Keerde zwanger terug en baarde Daniel, die zonder vader opgroeide in Nederland. Ze trouwt met een rijke joodse antiquair Maurice en ze krijgen samen een dochter Nonni en gaan wonen in Bloemendaal.
- Daniel Klein. Zoon van Lola en de Israëliër Arik Keller, die hij pas op zijn zeventiende voor het eerste aanschouwt als hij vrijwilligerswerk komt doen in Israël.
- Ester Michaels. Ze heeft een joodse vader. Gaat op 19-jarige leeftijd met Lola naar Israël en raakt daar zwanger van dezelfde man als haar vriendin. Ze besluit tot abortus en gaat in Nederland samenwonen met Philip in Amsterdam.
- Aisja Hammani, Palestijnse vrouw uit Ramallah. Haar zorgzame vader is overleden en ze staat onder toezicht bij haar brute broer Tarik. Ze chat op het internet met personen uit veel landen en heeft sinds kort een baan als journaliste bij een Palestijns weekblad.

Achttien jaar na haar kibboetstijd is Ester voor het eerst terug in Israël en wordt bijna opgeblazen door een zelfmoordterrorist in een café. Ze was net op tijd met Raphael van de BBC vertrokken om samen iets te gaan doen. Terug in Nederland blijkt dat Daniel na zijn eindexamen een jaar in Israël wil gaan werken. Omdat haar relatie met Philip uit is, besluit Ester tijdelijk in Tel Aviv te gaan werken en tegelijkertijd een aanspreekpunt te zijn voor Daniel in het voor hem onbekende land. Ester is altijd nauw betrokken geweest bij de opvoeding van Daniel, totdat Lola Maurice tegenkwam en zich definitief in Bloemendaal vestigde.
In Ramallah probeert Aisja wekelijks verslag te doen van het onrecht dat de Palestijnen ten deel valt door de Israëlische bezetting. Ze is een handige chatter op het internet en ze weet zo Daniel via het internet in haar netten te verstrikken. Ze chatten samen met hulp van emoticons. In Nederland dacht de vijftienjarige Dana D'Amalfi nog dat de emoticons van Daniel aan haar een soort van vloeken waren. Via Ester komt Aisja achter het webadres van Daniel en ze spiegelt de 17-jarige jongen een spannende affaire voor met een 25-jarige vrouw uit Georgië die in Israël is beland. Daniel loopt in haar val en wordt bij Ramallah met kogels doorzeefd. De onvoorzichtige Aisja wordt opgepakt en krijgt levenslange gevangenisstraf, haar twee medeplichtigen, vriend Hadi en broer Tarik, worden gezocht.
Rond de identificatie van het lijk vindt er na 18 jaar weer een ontmoeting plaats tussen de beide ouders Lola en Arik. Lola gaat ontroostbaar terug naar Nederland. Ester pakt na haar eerdere abortus een tweede kans en is weer zwanger van Arik Keller. Ze gaat wel nog terug naar Nederland naar Lola om te vertellen dat ze in Israël zal blijven wonen.